# Меркіше-Гее
Меркіше-Гее (нім. Märkische Höhe) — громада в Німеччині, розташована в землі Бранденбург. Входить до складу району Меркіш-Одерланд. Складова частина об'єднання громад Нойгарденберг.
Площа — 34,27 км2. Населення становить 598 ос. (станом на 31 грудня 2020).